# Лямъя (приток Няйса)
Лямъя (устар. Лям-Я) — река в России, протекает по территории Берёзовского района Ханты-Мансийского автономного округа. Устье реки находится в 66 км по левому берегу Няйса. Длина реки — 21 км.
В 4 км от устья впадает левый приток Миссос.

## Данные водного реестра
По данным государственного водного реестра России относится к Нижнеобскому бассейновому округу, водохозяйственный участок реки — Северная Сосьва, речной подбассейн реки — Северная Сосьва. Речной бассейн реки — (Нижняя) Обь от впадения Иртыша.